# Font de les Piques
La Font de les Piques és una obra barroca de Lleida protegida com a Bé Cultural d'Interès Local.

## Descripció
La font té unes pilastres i frontó sobre plànol de fons emmarcat amb un escut de pedra en relleu, a la part baixa i dins el basament sobresurt un relleu d'un cap d'animal per on brolla l'aigua.

## Història
Va ser traslladada dels abeuradors del carrer de les Piques, prop de la plaça Cervantes, a l'any 1950, i situada al lloc actual a principis dels anys setanta.